# 加地氏
加地氏（かじし）は、日本の氏族の一つ。

## 出自
佐々木盛綱を祖とする。佐々木氏は宇多源氏、または近江源氏とも呼ばれ宇多天皇の第八皇子・敦実親王に連なる一族。佐々木盛綱は兄である佐々木定綱、佐々木経高、弟の佐々木高綱とともに源頼朝の挙兵に加わり働いた。佐々木盛綱は馬で藤戸の海（倉敷市）をわたり、平氏に勝利。それまでの軍功と併せて越後国蒲原郡加地荘および備前国児島荘を源頼朝より賜る。また上野国磯部も領有した。ちなみに佐々木高綱は宇治川の先陣争いで勇名を轟かせた。
佐々木氏の嫡流は佐々木定綱の系統で後に六角氏、京極氏となる。
盛綱の子、信実が加地太郎左兵衛尉遠江守と名乗っており、加地を名乗ったが、その子孫たちは小島（児島）や佐々木とも名乗っており状況によって名乗りを使い分けていた。

## 動向
嫡流は代々越後国蒲原郡加地荘、備前国児島荘などを併有した。鎌倉時代には承久の乱で功をたてた信実が備前及び越後の守護に任命されたこともある名門である。越後に土着したのは加地資秀からで、その兄加地義秀の系統は代々備前守護を名乗り備前国児島などを領した。『備前軍記』に天文のころ（1532年-1555年）年、飽浦氏と争い、打ち負けて京都に逃れるとあるが、この義秀の子孫である加地盛重、盛実の頃と考えられる。また加地盛重の子孫は毛利氏に従い豊前地域に土着し加治氏を名乗ったという説がある。
南北朝時代には南朝方についた加地時秀や飽浦氏と北朝方についた加地師秀や義秀、新発田氏や田井氏がおり、同族内でも骨肉の争いとなったようである。越後では色部氏と共に南朝方の小国氏、池氏、河内氏、風間氏、於木氏、千屋氏、高梨氏らと戦っている。
戦国時代には新発田氏が嫡流の加地氏を凌ぐようになり、新発田氏と共に上杉氏傘下の一国人領主となった。春綱は上杉謙信の姉を娶り重用されたが、その子の秀綱は謙信死後の御館の乱、さらに新発田重家の乱で上杉景勝と対立し、加地氏は没落した。
庶流に磯部氏、倉田氏、新発田氏、竹俣氏がある。

## 一族
- 佐々木盛綱
- 加地信実
- 加地実秀
- 加地実綱
- 加地永綱
- 加地時綱
- 加地時秀
- 加地師秀
- 加地資秀
- 加地法秀
- 加地弘秀
- 加地春綱
- 加地秀綱
- 加地景綱

### 系図
```
　　　　　　　　　　　　　　　　　　　　　　　　　　　 
敦実親王

　　　　　　　　　　　　　　　　　　　　　　　　　　　　　┃
　　　　　　　　　　　　　　　　　　　　　　　　　　　  
源雅信

                                                          ┃
                                                        
源扶義

                                                          ┃
                                                        
源成頼

                                                          ┃
                                                      
佐々木義経

                                                          ┃
                                                  　     
経方

                                                          ┃
                                                         季定
                                                          ┃
　　　　　　　　　　　　　　　　　　　　　　　　　　 　　
秀義

　　　　　　　　　　　　　　┏━━━━━━┳━━━━━━━╋━━━━━┳━━━━━┳━━━━━━┳━━━━━┓
　　　　　　　　　　　　
佐々木定綱
　　　 経高　　　　
佐々木盛綱
　    高綱　　　　義清　　　　　厳秀　　　　能恵
　　　　　　　　　　（六角氏京極氏祖）　　　　　　　　　　┃　　 （乃木氏祖） (出雲源氏祖）（佐々木神社別当）
　　　　　　　　　　　　　　　　　　　　　　　　 
加地信実
（佐々木信実）
　　　　　　　　　　　　　　　　　　　　　　　　　┏━━━╋━━━━━┳━━━━━┳━━━━━━┓
　　　　　　　　　　　　　　　　　　　　　　　 
礒部秀忠
　
実秀
　　　　
時秀
　    　
信重
　      
倉田義綱

　　　　　　　　　　　　　　　　　　　　　　　(
磯部氏
へ)　┃ 　  （
飽浦氏
へ）（
新発田氏
へ） （
竹俣氏
へ）
　　　　　　　　　　　　　　　　　　　　　　　　　　　　 実綱　
　　　　　　　　　　　　　　　　　　　　　　　　　　　　　┃
　　　　　　　　　　　　　　　　　　　　　　　           長綱
　　　　　　　　　　　　　　　　　　　　　　　　　　　　　┃
　　　　　　　　　　　　　　　　　　　　　　　　　　　　 時綱
　　　　　　　　　　　　　　　　　　　　　　　            ┃
　　　　　　　　　　　　　　　　　　　　　　　　　       
時秀

　　　　　　　　　　　　　　　　┏━━━━┳━━━━━━━╋━━━━━━━━━┓
　　　　　　　　　　　　　　　師秀    　
義秀（備前守家）
資秀
(越後加地氏)　　時重　　　　　　　　　 　　　　
　　　　　　　　　　　　　（伊勢国へ）　　┃　　　　　　　┃
　　　　　　　　　　　　　　　　　　　　
秀氏
　　 　　 　 
法秀

　　　　　　　　　　　　　　　　　　　　　┃　　　　　　　┃
　　　　　　　　　　　　　　　　　　　　頼勝　　　　　 　
弘秀

　　　　　　　　　　　　　　　　　　　　　┃　　　　　　　┃
　　　　　　　　　　　　　　　　　　　　頼秀　　 　 　   定綱
　　　　　　　　　　　　　　　　　　　　　┃　　　　　　　┃
　　　　　　　　　　　　　　　　　　　  
盛重
　　　　　 　秀定
　　　　　　　　　　　　　　　　　　　　　┃　　　　　　　‖
　　　　　　　　　　　　　　　　　　　  
盛実
　　　　　 　隆治
                                          ┃              ┃
　　　　　　　　　　　　　　　　　　　　　　　　　　　 　重綱
　　　　　　　　　　　　　　　　　　　　　　　　　　　　　┃
　　　　　　　　　　　　　　　　　　　　　　　　　　　 　頼綱
　　　　　　　　　　　　　　　　　　　　　　　　　　　　　┃
　　　　　　　　　　　　　　　　　　　　　　　　　　　　 利綱
　　　　　　　　　　　　　　　　　　　　　　　　　　    　┃
　　　　　　　　　　　　　　　　　　　　　　　　　　 　　顕綱
　　　　　　　　　　　　　　　　　　　　　　　　　　　    ┃
　　　　　　　　　　　　　　　　　　　　　　　　　　　   
春綱
　
　　　　　　　　　　　　　　　　　　　　　　　　　　　　　┃
　　　　　　　　　　　　　　　　　　　　　　　　　　　　 
秀綱

　　　　　　　　　　　　　　　　　　　　　　　　　    　　┃
　　　　　　　　　　　　　　　　　　　　　　　　　  　　 
景綱

　　　　　　　　　　　　　　　　　　　　　　　　　　　　　┃
　
　　　　　　　　　　　　　　　　　　　　　　　　　　  　　┃
```